# Hypoxis filiformis
Hypoxis filiformis är en enhjärtbladig växtart som beskrevs av John Gilbert Baker. Hypoxis filiformis ingår i släktet Hypoxis och familjen Hypoxidaceae. Inga underarter finns listade i Catalogue of Life.